# Dave Mancini
Dave Mancini (David Mancini; * 22. April 1952) ist ein US-amerikanischer Perkussionist und Komponist.

## Wirken
Mancini studierte klassisches Schlagwerk an der Eastman School of Music und erhielt dort das Performer’s Certificate. Er trat an zahlreichen Universitäten, Highschools und Junior Highschools als Gastsolist auf und gab dort Workshops und Meisterklassen. Außerdem arbeitete er als musikalischer Werbeträger für Yamaha Drums, Zildjian Cymbals und Vic Firth Drumsticks and Mallets.
Von 1971 bis 1981 gehörte Mancini der Perkussionssektion des Rochester Philharmonic Orchestra an. Daneben trat er mit Musikern wie Allen Vizzutti, Bill Dobbins, Diahann Carroll, Joe Williams, Tony Bennett, Eddie Daniels, Urbie Green, Marvin Stamm, Jeff Tyzik, Don Menza, Toshiko Akiyoshi, Rosemary Clooney, Diahann Carroll, Maureen McGovern, Joe Williams, Tony Bennett, Johnny Mathis und Bop Hope auf. Anfang der 1980er Jahre arbeitete er anderthalb Jahre mit Maynard Ferguson zusammen, zu dessen 75. Geburtstag er 2003 mit der Maynard Ferguson Alumni Band auftrat.
In jüngerer Zeit tourte er mit dem Trompeter und ehemaligen Bandleader der Tonight Show, Doc Severinsen, und hatte Auftritte mit bedeutenden Sinfonieorchestern der Vereinigten Staaten und Kanadas wie dem Boston Symphony Orchestra, dem Chicago Symphony Orchestra, dem Toronto Symphony Orchestra, dem Minnesota Orchestra, dem Detroit Symphony Orchestra, dem Vancouver Symphony Orchestra, dem Dallas Symphony Orchestra und dem Milwaukee Symphony Orchestra.
Zu Mancinis Plattenaufnahmen zählen Salt Peanuts und One On One mit dem Saxophonisten Denis DiBlasio, Land of Make Believe und Tarantella mit Chuck Mangione, Storm mit Maynard Ferguson, Rogers and Leonhart mit dem Bassisten Jay Leonhart, aber auch Béla Bartóks Sonate für zwei Klaviere und Perkussion. Als Komponist trat er mit Werken für Solo-Perkussion und für Perkussionsensemble hervor. Außerdem ist er Autor der Drum Set Fundamentals.